# Almaz (1902)
Almaz (en ruso: Алмаз, lit. 'Diamante') fue un crucero de segunda clase de la Armada Imperial Rusa, construido por el astillero del Báltico en San Petersburgo, Rusia, como yate para el virrey Yevgueni Alekséyev.

## Historial de servicio

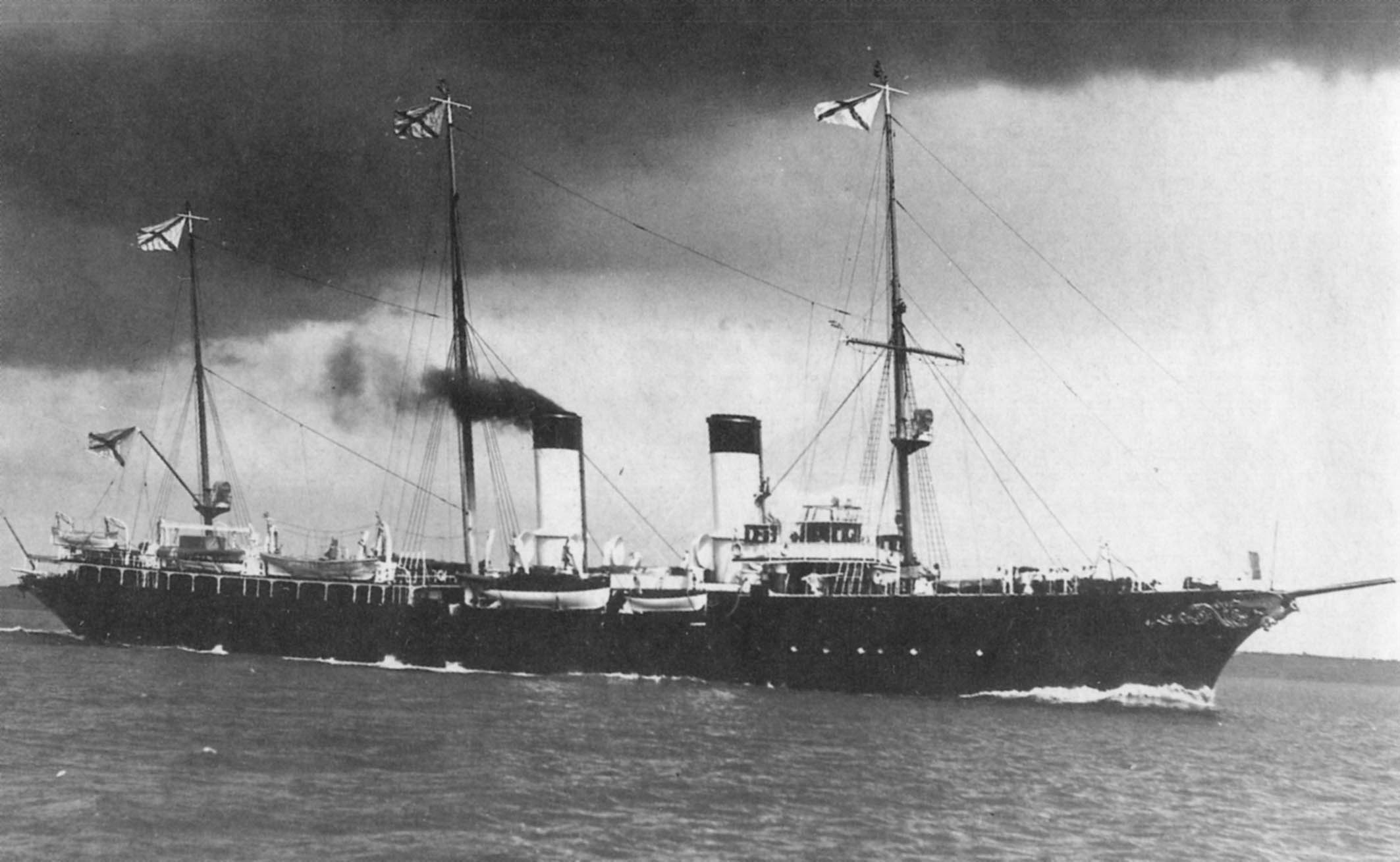
El Almaz navegando.

El Almaz fue comisionado en la Flota del Báltico en 1903. Al comienzo de la guerra ruso-japonesa en 1904, fue asignado a la Flota del Báltico y posteriormente transferido al Segundo Escuadrón del Pacífico, que transitó por el Canal de Suez bajo el mando de mando de Zinovi Rozhéstvenski. El 28 de mayo de 1905, con la mayoría de los barcos de la flota rusa destruidos o capturados tras la batalla de Tsushima, el Almaz fue el único barco importante que consiguió llegar a Vladivostok después de la batalla.
Regresó a la Flota del Báltico después de la guerra, sirviendo como aviso y temporalmente como yate imperial en 1908. En 1911, después de las reparaciones, fue transferida a la Flota del Mar Negro y al comienzo de la Primera Guerra Mundial fue reconstruido como auxiliar de hidroaviones en 1914, transportando cuatro hidroaviones. Estuvo en la Batalla del Cabo Sarych el 5 de noviembre de 1914 y en la Acción del 10 de mayo de 1915.
Sin embargo, la tripulación del Almaz se rebeló a principios de 1918, uniéndose al Rumcherod contra la autoridad de la República Popular de Ucrania y apoyando a la República Soviética de Odessa. El barco se convirtió en el centro de un «tribunal militar marino popular», donde muchos oficiales de la antigua Armada Imperial Rusa fueron encarcelados, torturados y ejecutados. En septiembre de 1918, mientras estaba atracado en Sebastopol, el Almaz fue capturado por las fuerzas del movimiento Blanco ruso. En 1920 fue internado en Bizerta (Protectorado francés de Túnez) con el resto de la armada de Wrangel.
El 29 de octubre de 1924, Francia firmó la entrega del crucero a la Unión Soviética, que vendió el desfasado buque a una empresa francesa como chatarra en 1934.